# Suspension Dubonnet

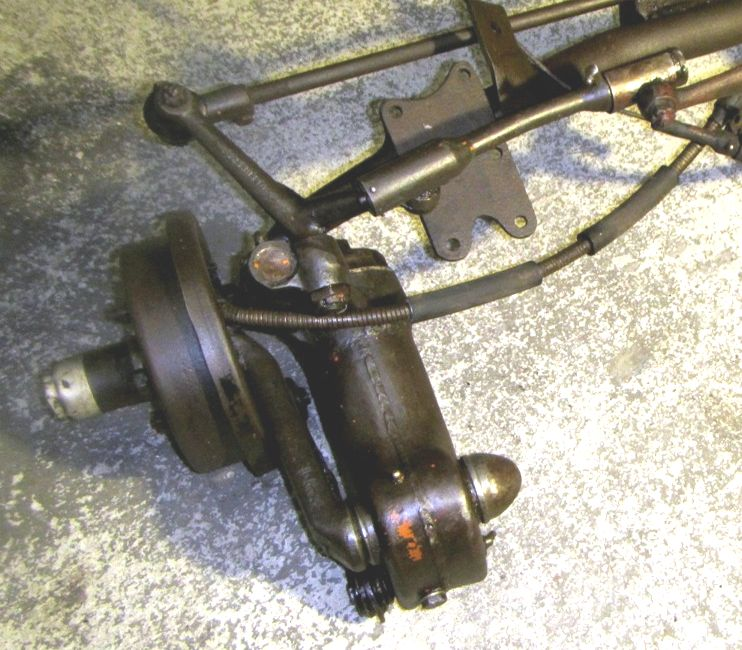
Suspension Dubonnet

La suspension Dubonnet est un système de bras de suspension avant indépendante et de direction surtout populaire dans les années 1930 et 1940. Pas très durable, à moins qu'entretenu avec précision, le système a été vite remplacé par d'autres versions. Il se composait d'un pont rigide dans lequel les ressorts de direction et les bras articules de suspension pivotent autour de pivots de fusée montés aux extrémités de l'axe. Les roues étaient elles-mêmes montées sur des fusées, suspendues par les pivots. Le système présentait un ressort hélicoïdal encastré avec un amortisseur de choc, qui devait être scellé et baigner dans l'huile pour lubrifier et protéger les pièces de la suspension. C'était aussi la faiblesse de l'idée, puisque la moindre fuite avait des effets négatifs sur la conduite et la durabilité.
Le système a été inventé par l'ingénieur et designer français André Dubonnet (héritier de la fortune des apéros Dubonnet), et intégré dans son Hispano-Suiza spéciale de 1933. Il a été vendu à la General Motors qui l'a adapté en le nommant "Knee-action ride", mais le système a également été utilisé par de nombreux autres, y compris Fiat, Alfa Romeo, Simca, et Iso Rivolta.
La connexion avec General Motors conduisit la suspension à la plus grande part de ses nombreuses utilisations, avec un retour en Europe avant-guerre sur les Vauxhall Douze et Vauxhall Quatorze de 1935 à 1938. 
La Vauxhall Velox de 1949 réintroduisit un bras de suspension similaire qui est largement décrit comme suspension "Dubonnet".
Cependant, cette suspension a utilisé des barres de torsion plutôt que des ressorts hélicoïdaux et donc Vauxhall nia qu'elle fut une "vraie" Dubonnet.

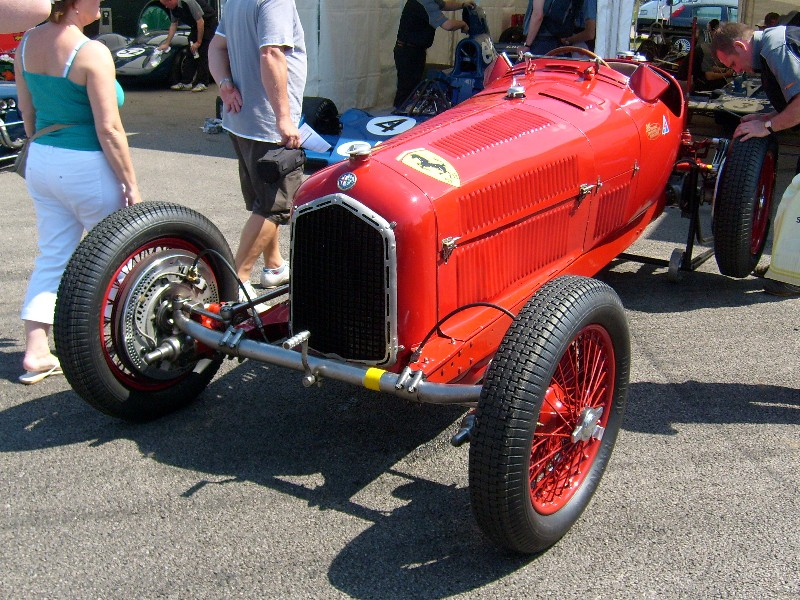
Alfa Romeo P3 Tipo B avec suspension avant Dubonnet
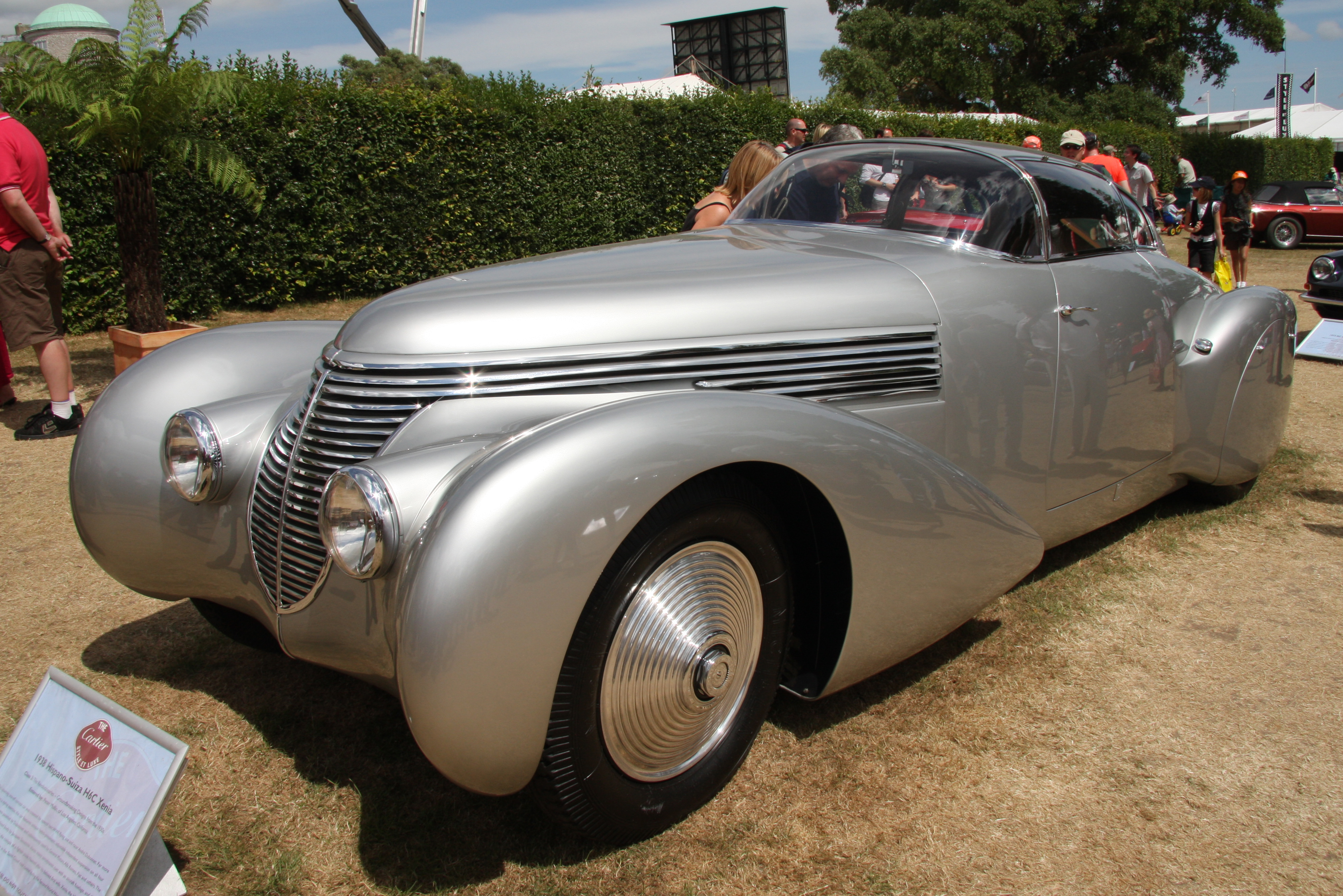
L' Hispano-Suiza spéciale de Dubonnet, la Xenia